# Liste der Museen im Kreis Viersen
Die Liste der Museen im Kreis Viersen umfasst aktuelle und ehemalige Museen im Kreis Viersen, Nordrhein-Westfalen. Sie haben unter anderem die Heimatgeschichte, die Landwirtschaft und die industrielle Entwicklung zum Schwerpunkt.

## Liste der Museen
| Bezeichnung                                                             | Lage (Stadt, Ortsteil)                                            | Bemerkungen | Bild |
| ----------------------------------------------------------------------- | ----------------------------------------------------------------- | --- | --- |
| Museum Mensch und Jagd Burg Brüggen                                     | Brüggen Burgwall 2, 41379 Brüggen Position                        | Das „Museum Mensch und Jagd“ (ehemals Jagd- und Naturkundemuseum) befindet sich seit 1979 in der Burg Brüggen und zeigt in einer Dauerausstellung Exponate zum Phänom der Jagd. | weitere Bilder |
| Heimatmuseum Brachter Mühle e. V.                                       | Brüggen Brüggener Straße 13, 41379 Brüggen Position               | Das Heimatmuseum Brachter Mühle hat folgende Schwerpunkte/Exponate: - eine historische und funktionsfähige Turmwindmühle - Exponate und Dokumentation der heimischen Dachziegel- und Tonwarenindustrie - Exponate und Dokumentation der heimischen Landwirtschaft - Wechselausstellungen mit Fotos und Werken Brüggener Persönlichkeiten (u. a. Bischof Hermann Jakob Dingelstad, dem Künstler Hendrick Goltzius, dem Dichter Leonhard Jansen). | weitere Bilder |
| Dülkener Narrenmühle mit Weisheitssaal und Narrenmuseum                 | Dülken Waldnieler Straße 53c, 41751 Dülken Position               | Bei der Narrenmühle handelt es sich um eine Bockwindmühle, die im Jahr 1950 an die Narrenakademie der „Berittene Akademie der Künste und Wissenschaft“ (Academia Equestris Artium et Scientiarum) abgegeben wurde, die von da an im unteren Teil weiterhin ein Narrenmuseum unterhält und im oberen Teil, im sogenannten „Weisheitssaal“, ihre Sitzunge n abhält. | weitere Bilder |
| Heimatmuseum Oedt                                                       | Grefrath Johannes-Girmes-Straße 21, 47929 Grefrath Position       | Seit 1989 betreibt der Heimatverein Oedt in den Kellerräumen des ehemaligen Rathauses von Oedt ein Heimatmuseum. Hier werden in verschiedenen Räumen unterschiedliche Exponate zur ehemaligen Gemeinde Oedt gezeigt. Neben dem Heimatmuseum betreibt der Heimatverein eine Dauerausstellung in der Burg Uda. | weitere Bilder |
| Niederrheinisches Freilichtmuseum                                       | Grefrath Am Freilichtmuseum 1, 47929 Grefrath Position            | Das Niederrheinische Freilichtmuseum ist ein volkskundliches Freilichtmuseum für bäuerliche und handwerkliche Kultur des mittleren Niederrheins. Auf dem etwa vier ha großen Gelände rund um die Dorenburg in Grefrath wurden verschiedene Gebäude aus der Region aufgebaut. Als Besonderheit verfügt das Niederrheinische Freilichtmuseum zudem über das Spielzeugmuseum. | weitere Bilder |
| Spielzeugmuseum im Niederrheinischen Freilichtmuseum                    | Grefrath Am Freilichtmuseum 1, 47929 Grefrath Position            | Das 2011 neu gestaltete Spielzeugmuseum ist ein Teil des Niederrheinischen Freilichtmuseums, auf drei Etagen werden ca. 700 Ausstellungsstücke aus drei Jahrhunderten gezeigt. | |
| Städtisches Kramer-Museum und Museum für Niederrheinische Sakralkunst   | Kempen Burgstraße 19–23, 47906 Kempen Position                    | Die beiden Museen befinden sich im ehemaligen Franziskanerkloster Kempen, hier werden Exponate zur niederrheinischer Wohnkultur vom 16. bis zum beginnenden 20. Jahrhundert (Kramer-Museum) sowie der bewegliche Kirchenschatz der Propsteipfarre und die sakralen Skulpturen aus dem Bestand des Kramer-Museums (Museum für Niederrheinische Sakralkunst) ausgestellt. | weitere Bilder |
| Weberhaus St. Hubert                                                    | Kempen Königsstraße 48, 47906 Kempen Position                     | In einem ehemaligen Weberhaus betreibt der Heimatverein St. Hubert e. V. ein Heimatmuseum, u. a. werden typische Wohnsituationen aus der Zeit der Hausweberzeit gezeigt. | weitere Bilder |
| Haus Baaken – Museum für Niederrheinische Pottbäckerkeramik – Tönisberg | Kempen Bergstraße 2, 47906 Kempen Position                        | Von 2008 bis 2017 befand sich in den früheren Gasträumen, bestehend aus Stube mit Kölner Decke, Kaminzimmer und Opkammer, das Museum für Niederrheinische Pottbäckerkeramik, die regionale Töpfereisammlung des Eigentümers Weynans mit Wandfliesen und Schüsseln. Im ältesten Gebäudeteil, dem ehemaligen Schankraum, wurde die Heimatstube des Heimatvereins Tönisberg eingerichtet, in der unter anderem ein Webstuhl an die örtliche Hausweberei erinnerte. Die Obergeschosse wurden als Wohnraum genutzt. Anfang 2017 wurde das Gebäude zu einer privaten Nutzung verkauft und die Sammlung des Pottbäckermuseums an das Rheinische Landesmuseum gegeben, die Heimatstube wurde geräumt.                                            | |
| Feuerwehrmuseum Breyell                                                 | Nettetal Am Kastell 10, 41334 Nettetal Position                   | Im 2011 eröffneten Feuerwehrmuseum werden Exponate zur Brandschutzerziehung und Brandschutzaufklärung sowie Ausrüstung und Geräte der Neuzeit gezeigt, die auch zur Ausbildung des Feuerwehrnachwuchses dienen. | Bild gesucht Die Wikipedia wünscht sich an dieser Stelle ein Bild vom Ort mit diesen Koordinaten 51.299307 6.247571 . Motiv: Feuerwehrmuseum Breyell Falls du dabei helfen möchtest, erklärt die Anleitung , wie das geht. BW |
| Dorfmuseum Hinsbeck                                                     | Nettetal Auf der Schomm 1, 41334 Nettetal Position                | Der Verkehrs- und Verschönerungsverein Hinsbeck e. V. betreibt hier ein Heimatmuseum, in dem viele Gebrauchsgegenstände sowie ältere Geräte aus früherer Zeit gezeigt werden. | |
| Textilmuseum Die Scheune                                                | Nettetal Krickenbecker Allee 21, 41334 Nettetal Position          | Das Textilmuseum Die Scheune präsentiert verschiedene Spinnmaschinen, Webstühle und andere Textilmaschinen und entsprechende Arbeitsverfahren, sowie Ausstellungen mit wechselnden Schwerpunktthemen. | |
| Haus Hansen                                                             | Niederkrüchten Laurentiusstraße 15, 41372 Niederkrüchten Position | Im Ortsteil Elmpt betreibt der Heimat- und Kulturverein Niederkrüchten 1975 e. V. im Haus Hansen (im Volksmund Hanse Hüske genannt) ein Museum, in dem wechselnde Ausstellungen gezeigt werden. | Bild gesucht Die Wikipedia wünscht sich an dieser Stelle ein Bild vom Ort mit diesen Koordinaten 51.212251 6.165678 . Motiv: Haus Hansen Falls du dabei helfen möchtest, erklärt die Anleitung , wie das geht. BW             |
| Heimatstube Waldniel                                                    | Schwalmtal Niederstraße 52, 41366 Schwalmtal                      | Der Heimatverein Waldniel/VN 1905 e. V. stellt in der Alten Kaplanei Möbel, Bilder, Gegenstände und Arbeitsgeräte aus der Vergangenheit und der Geschichte von Waldniel aus. | Bild gesucht Die Wikipedia wünscht sich an dieser Stelle ein Bild vom Ort mit diesen Koordinaten 51.212321 6.271267 . Motiv: Heimatstube Waldniel Falls du dabei helfen möchtest, erklärt die Anleitung , wie das geht. BW    |
| Heimathaus Antonius                                                     | Tönisvorst Antoniusstraße 6, 47918 Tönisvorst Position            | Im Heimathaus Antonius zeigt der Heimatbund St. Tönis 1952 e. V. diverse Exponate aus der Geschichte von St. Tönis. | weitere Bilder |
| Heimathaus Vorst                                                        | Tönisvorst Kuhstraße 6, 47918 Tönisvorst Position                 | Im Heimathaus Vorst zeigt der Heimatverein Vorst 1978 e. V. diverse Exponate aus der Geschichte von Vorst. | weitere Bilder |
| Skulpturensammlung Viersen                                              | Viersen Rathausmarkt 1, 41747 Viersen Position                    | Aus einer Schenkung des aus Viersen in die USA ausgewanderten Bürgers William Pohl an den Viersener Heimatverein sowie aus Spenden und Geldern der Stiftung Kunst und Kultur des Landes NRW entstand in den letzten 20 Jahren rund um die Städtische Galerie im Park in der Kreisstadt Viersen eine einzigartige Skulpturensammlung. | weitere Bilder |
| Städtische Galerie im Park Viersen                                      | Viersen Rathauspark 1, 41747 Viersen Position                     | Die Galerie im Park enthält mehrere Sammlungen, von denen eine wichtige die zu Beginn der 1960er Jahre vom damaligen Oberstadtdirektor Karl-Heinz van Kaldenkerken begonnene Grafische Sammlung ist. Zu den mehr als 1000 Blättern vom Ende des 15. Jahrhunderts bis zur Gegenwart gehören beispielsweise kostbare Einzelblätter von Rembrandt, Rubens, Albrecht Dürer, Marc Chagall, Picasso (La Poule), Braque, Fernand Léger und Joan Miró, grafische Arbeiten der deutschen Expressionisten (z. B. von Lyonel Feininger, Kokoschka, Paul Klee und Emil Nolde), eine Sammlung rheinischer Künstler sowie zeitgenössische Kunst aus Ankäufen der jeweiligen Ausstellungen. Auch 40 Fotografien von August Sander gehören zur Sammlung. | |
| Heimatmuseum Süchteln                                                   | Viersen Propsteistraße 15, 41749 Viersen Position                 | Das Süchtelner Fachwerkhaus Jakobgut beinhaltet ein Heimatmuseum, hier werden Ausstellungsstücke aus der Wohnkultur (18. und 19. Jahrhundert) sowie diverse Gerätschaften früherer Handwerkskunst gezeigt. | |
| Temporäre Galerie Schloss Neersen                                       | Willich Hauptstraße 6, 47877 Willich Position                     | | |
| Historisches Gefängnismuseum Niederrhein                                | Willich Gartenstraße 2, 47877 Willich Position                    | Im ehemaligen Direktorenhaus wurde 2003 ein Gefängnismuseum eröffnet, das durch die Potthusaren organisiert und betreut wird und in dem mit vielen teilweise auch kuriosen Exponaten der Alltag im Gefängnis dokumentiert wird, wie beispielsweise selbstgebaute Funkgeräte und Lautsprecher oder nachgemachte Schlüssel. Ebenso werden dort auch die Originalprotokolle zu den Nürnberger Prozessen ausgestellt, die sich aus Sicherheitsgründen hinter Glas befinden. | |
| Nutzfahrzeug Museum Willich e. V.                                       | Willich Gießerallee 9, 47877 Willich Position                     | In einer ca. 1000 m² großen Halle des ehemaligen Stahlwerk Becker ist eine Ausstellung historischer Nutzfahrzeuge zu finden. Hierbei handelt es sich überwiegend um Fahrzeuge aus den fünfziger Jahren des vergangenen Jahrhunderts: Vom Goliath Goli über den Tempo Matador und dem Gutbrod Atlas über mittelschwere Laster von Borgward, Hanomag, Büssing und Ford bis hin zum Kaelble K 631 Z und dem Faun L8L (damals einer der größten Fernlaster). Weiterhin ist in der Halle ein Spezial-Buchladen für Nutzfahrzeug-Literatur zu finden. | weitere Bilder |
| Heimatmuseum Kamps Pitter                                               | Willich Albert-Oetker-Straße 108, 47877 Willich Position          | Auf dem ehemaligen Gelände der Vereinigten Seidenweberei von Deuss & Oetker in Schiefbahn befindet sich das Heimatmuseum Kamps Pitter, ca. 6000 Exponate zeigen das kulturelle, geschichtliche und wirtschaftliche Wachsen der ehemaligen Gemarkung Schiefbahn. | weitere Bilder |